# Nourard-le-Franc
Nourard-le-Franc è un comune francese di 347 abitanti situato nel dipartimento dell'Oise della regione dell'Alta Francia.

## Società

### Evoluzione demografica
Abitanti censiti